# Премія Константина Гюйгенса
Премія Константина Гюйгенса (нід. Constantijn Huygens-prijs) — голландська літературна премія. 

## Історія
Починаючи з 1947 року, премія присуджується щороку за авторські цілі твори Фонду Яна Камперта (нід.: Jpert-Stichting), фонду, названого на честь голландського письменника Яна Камперта, який загинув, допомагаючи євреям під час Другої світової війни. Нагорода названа на честь Константина Гюйгенса, голландського поета 17 століття, дипломата, вченого та композитора.
Станом на 2019 рік грошова винагорода в розмірі 12000 євро.
У 1968 р. премію не було вручено. У 1982 році Ян Волкерс відмовився прийняти нагороду.

## Список лауреатів
- 1947 – Пітер Ніколаас ван Ейк
- 1948 – Адріан Роланд Холст
- 1949 – Дж. К. Блум
- 1950 –  Гертен Госсарт
- 1951 - Віллем Елсхот
- 1952 - П'єр Х. Дюбуа

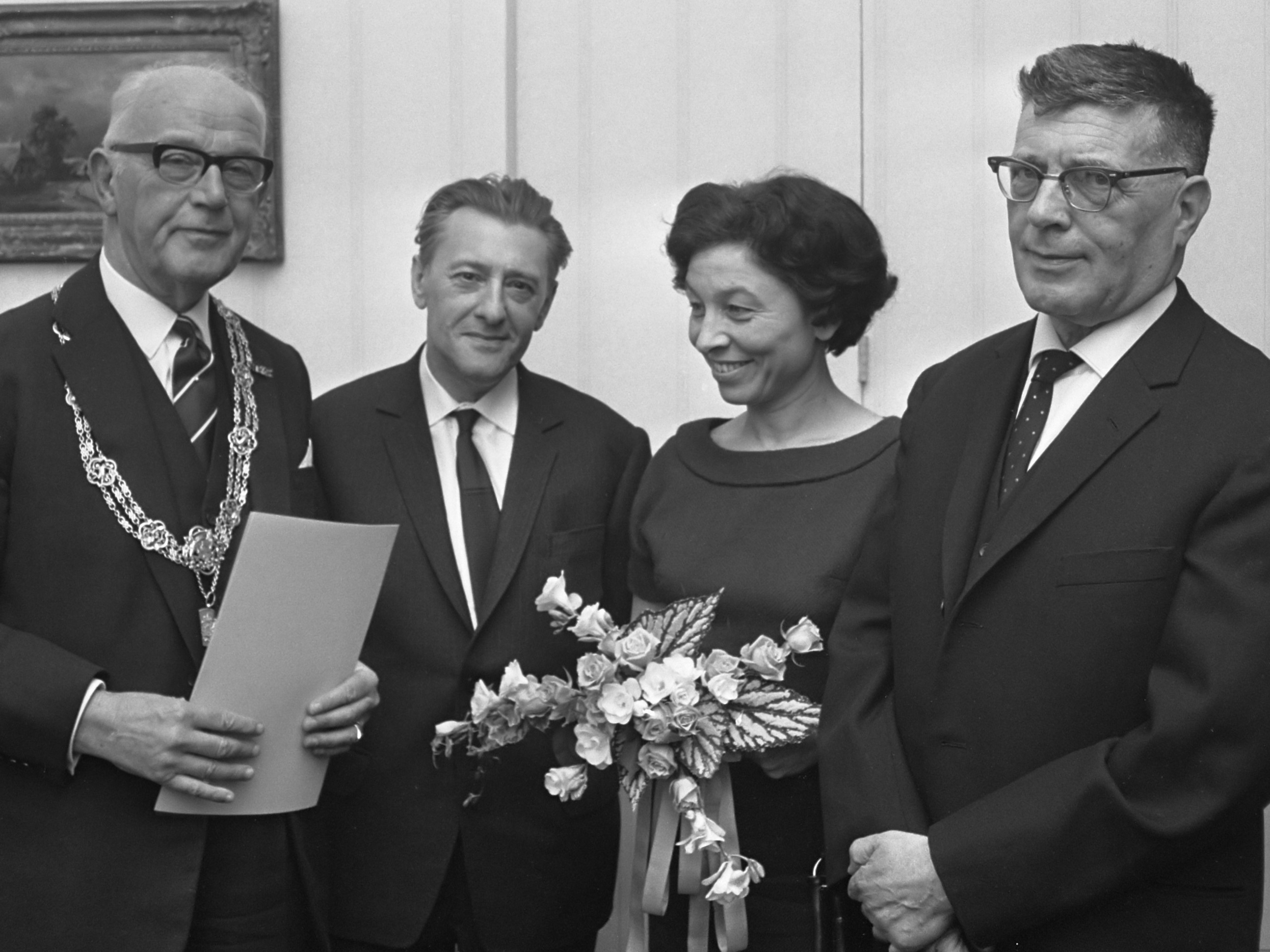
Луї Пол Бун (1966)

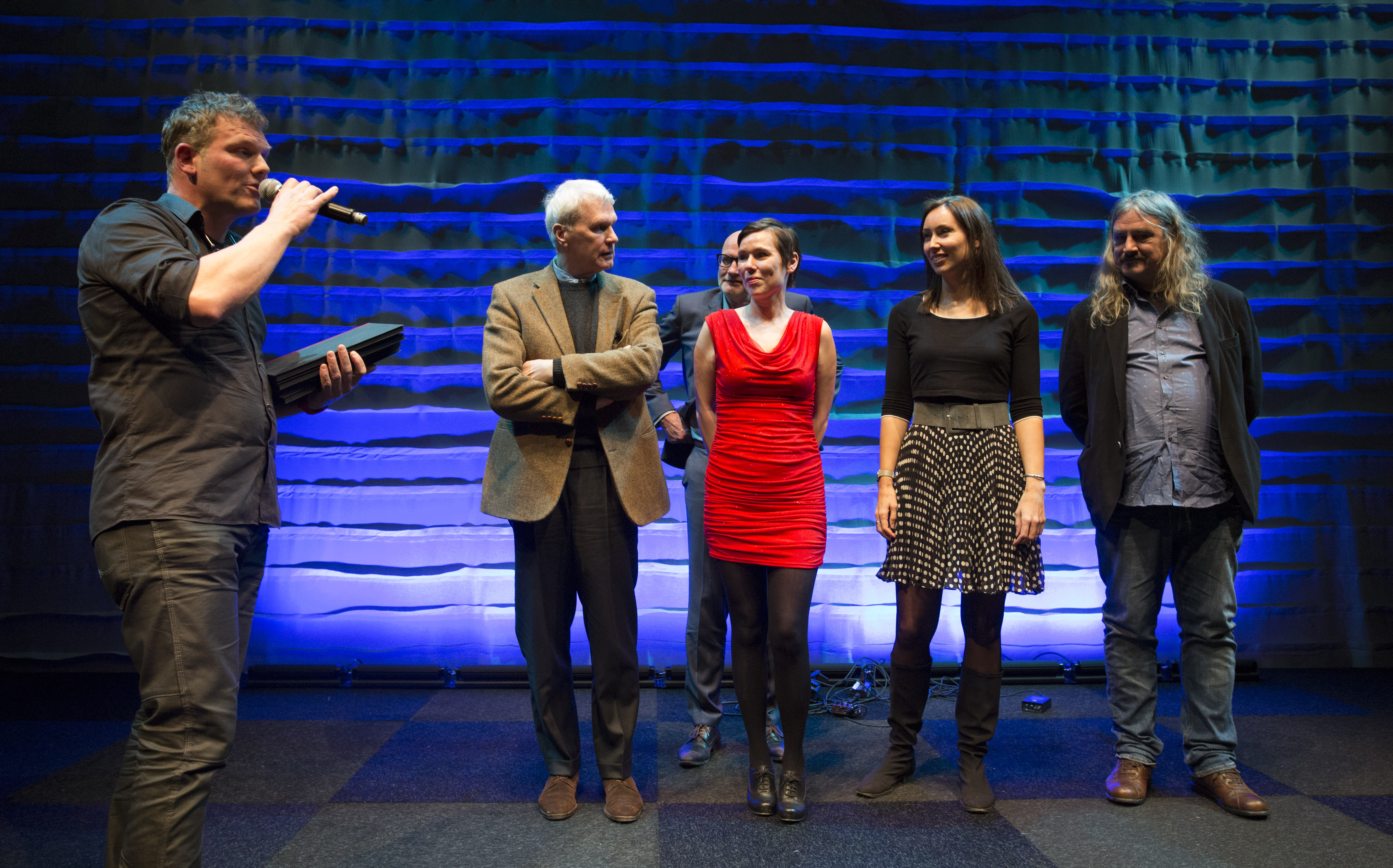
Адріаан ван Діс (премія Константина Гюйгенса 2015 р.)

- 1953 - Мартінус Нейхоф (нагороджений посмертно)
- 1954 - Ян Енгельман
- 1955 - Сімон Вестдейк
- 1956 - П'єр Кемп
- 1957 - Фердинанд Бордевійк
- 1958 - Віктор Е. ван Фрісланд
- 1959 - Герріт Ахтерберг
- 1960 - Антон ван Дюнкерк
- 1961 - Сімон Карміггельт
- 1962 - Хендрік де Фріз
- 1963 - Ян ван Найлен
- 1964 - Абель Герцберг
- 1965 - Люсеберт
- 1966 - Луї Поль Боон
- 1967 - Ян Гресгофф
- 1968 - не нагороджено
- 1969 - Моріс Гілліамс
- 1970 - Енні Ромен-Версхур
- 1971 - Ф.К. Терборг
- 1972 - Хан Г. Хекстра
- 1973 - Беб Вуйк
- 1974 - М. Вазаліс
- 1975 - Альберт Альбертс
- 1976 - Ян Г. Ельбург
- 1977 - Гаррі Муліш
- 1978 - Елізабет Ейберс
- 1979 - Гюго Клаус
- 1980 - Альфред Коссманн
- 1981 - Хелла Хаассе
- 1982 - Ян Волкерс (відхилено)
- 1983 - Роб Нівенхейс
- 1984 - Й. Бернлеф
- 1985 - П'єр Х. Дюбуа
- 1986 - Геррит Крол
- 1987 - Анна Марія Гертруда Шмідт
- 1988 - Жак Хамелінк
- 1989 - Антон Кулхаас
- 1990 - Ханс Фаверей
- 1991 - Берт Ширбек
- 1992 - Кеес Ноотебоом
- 1993 - Єрун Брауверс
- 1994 - Юдіт Герцберг
- 1995 - Ф. Спрінгер
- 1996 - Й.К. тен Берже
- 1997 - Леонард Ноленс
- 1998 – Г.Г. тер Балкт
- 1999 - Віллем Ян Оттен
- 2000 - Шарлотта Мютсерс
- 2001 - Луї Феррон
- 2002 - Кіс Оувенс
- 2003 - Сібрен Полет
- 2004 - Віллем Г. ван Маанен
- 2005 - Марга Мінко
- 2006 - Як Фірмін Вогелаар
- 2007 - Тоон Теллеген
- 2008 - Аннеке Брассінга
- 2009 - Арнон Грюнберг
- 2010 - А.Л. Шнайдер
- 2011 - Хейден, Адріанус Франціскус Теодорус ван дер
- 2012 - Йоке ван Леувен
- 2013 - Том Лануа
- 2014 - Людина з Кельна (Mensje van Keulen)
- 2015 - Адріан ван Діс
- 2016 - Атте Джонгстра
- 2017 - Ганс Тентиє
- 2018 - Неллеке Ноордервіет
- 2019 - Стефан Гертманс